# Caden
Caden település Franciaországban, Morbihan megyében. Lakosainak száma 1570 fő (2022. január 1.). Caden Malansac, Saint-Jacut-les-Pins, Saint-Gorgon, Béganne, Péaule és Limerzel községekkel határos.

## Népesség
A település népességének változása:
| Lakosok száma | 1733 | 1663 | 1621 | 1541 | 1619 | 1637 | 1630 | 1589 | 1580 | 1570 |
|               | 1968 | 1982 | 1990 | 2006 | 2013 | 2015 | 2017 | 2019 | 2020 | 2022 |